# Im Licht der Lagune
Hanns-Josef Ortheils Roman Im Licht der Lagune spielt im Venedig des 18. Jahrhunderts. Das Werk darf wohl als Historienroman bezeichnet werden, obwohl die historischen Tatsachen sich auf die detailgetreue Beschreibung der venezianischen Oberschicht beschränken.
Das Buch ist 2000 im btb-Verlag erschienen.

## Inhaltsangabe
Der Conte Paolo di Barbaro findet während eines Jagdausflugs den "Wilden" Andrea. Er scheint bereits tot zu sein, erwacht im Kloster (dessen Abt ein Freund Barbaros ist) aber wieder aus seinem Scheintod; er erinnert sich an nichts außer seinem Namen. Nachdem Andrea den Conte in seinem Palazzo aufsucht, nimmt ihn dieser unter seine Fittiche. Es stellt sich heraus, dass Andrea ein begnadeter Beobachter und Zeichner ist.
Gleichzeitig verliebt sich der Conte in die in ihr Elternhaus zurückgekehrte Caterina Nardi und beobachtet sie oft heimlich. Ihr Vater, der alte Nardi, will Caterina jedoch mit Paolos Bruder Antonio verheiraten, um den Zweig der Nardi zu erhalten. Paolo gelingt es nicht, sich gegen diese (doch sehr standesgemäße) Verbindung zu wehren, die Vernunft steht über den Gefühlen des standesbewussten Venezianers. Wie es im Venedig des 18. Jahrhunderts üblich ist, kann sich Caterina nach der Heirat einen Cicisbeo wählen, einen Kavalier, der den Begleiter einer Dame von Stand darstellt und mit dem sie sich überall bedenkenlos zeigen kann. Caterina sehnt sich nach körperlicher Liebe, die ihr Antonio nicht gibt, (er reist nach der Heirat bald wieder ab und besuchte sie nachts kein einziges Mal) und so beginnt sie ein Verhältnis mit Andrea. Dieses ist nach venezianischem Brauchtum absolut verboten. Eine verheiratete Frau kann wohl mit einem anderen verheirateten (oder älteren) Mann ein Verhältnis pflegen, nie aber mit ihrem Cicisbeo. Andrea, der von Caterinas Körper fasziniert ist und ihn zeichnen möchte, verlangt von ihr, dass sie sich nackt betrachten lässt. Diese Gelegenheit nutzt Caterina, um den jungen Menschen zu verführen.
Der Conte kommt schließlich hinter die Verbindung und denunziert Andrea beim höchsten Gericht. Dieser wird eingesperrt und das Verhältnis zwischen dem Conte und Caterina (verschwägert) nimmt nach einer Aussprache und Caterinas Geständnis eine für beide angenehme, freundschaftliche Form an.
Der Rest ist Geschichte: Die Republik geht zugrunde, Andrea findet im Gefängnis sein Gedächtnis und Paolo und Caterina pflegen bis ins hohe Alter des Conte eine freundschaftliche Beziehung. Zum Schluss wird der Maler William Turner eingeführt, der die Malweise Andreas praktiziert, die vom Conte vollends verkannt wurde.

## Personenbeschreibung
- Conte Paolo di Barbaro ist ein Angehöriger des Venezianischen Adels und hat demnach einen riesigen Besitz. Er scheint des Lebens ein wenig müde zu sein und gibt sich voller Leidenschaft der Betrachtung seiner Bildersammlung hin. Erst die (einseitige) Liebe zu Caterina und die Anwesenheit Andreas geben seinem Leben neuen Schwung.
- Antonio di Barbaro ist der Bruder von Paolo. Er ist weltoffen und schert sich (im Gegensatz zu seinem Bruder) nicht um die alten venezianischen Traditionen. Er lebt die meiste Zeit in London und hat Gefallen an der Stadt gefunden. Die Ehe zu Caterina geht er nur ein, weil er ein gutes Geschäft wittert. Ansonsten scheint er an Frauen nicht interessiert zu sein.
- Caterina Nardi ist die Nachbarin der Barbaros und älteste Tochter eines alten venezianischen Geschlechts. Sie hat ihre Jugend im Kloster verbracht und will das Leben, nachdem sie in den elterlichen Palazzo zurückgekehrt ist, in vollen Zügen genießen. Sie sehnt sich aus diesem Grund nach einer Heirat, weil diese ihr die nötigen Freiheiten gibt.
- Giovanni Nardi ist Caterinas Vater. Er ist steinalt und allein die Tatsache, dass er Paolo mit der Heirat demütigen konnte, scheint ihn am Leben zu erhalten. Das einzige Ziel der Heirat war für ihn, den Zweig der Nardis aufrechtzuerhalten, nachdem er nur Töchter gezeugt hatte.
- Andrea ist der schöne und "wilde" Jüngling, den Paolo in der Lagune findet. Er ist überaus freundlich und ein begnadeter Zeichner. Paolo nimmt ihn unter seine Fittiche, bis er ihn schließlich verrät. Andrea findet erst zum Schluss des Buches sein verlorenes Gedächtnis wieder.